# Generación del 25

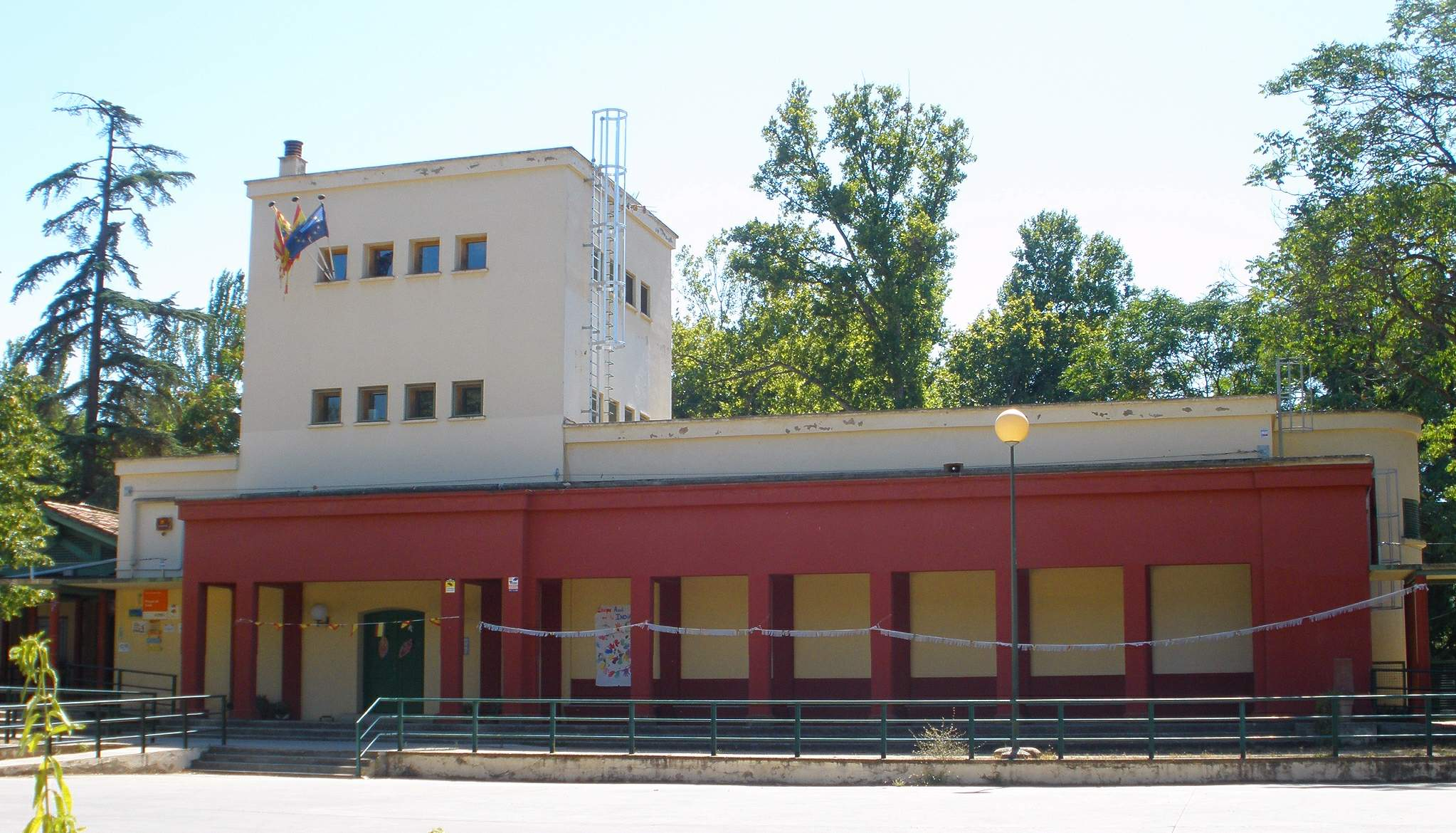
Rincón de Goya, edificio museo homenaje a Goya construido entre 1927-1928, de Fernando García Mercadal.

Generación del 25 fue el término creado por el arquitecto Carlos Flores López que utilizó en 1961 para designar a los jóvenes arquitectos vanguardistas, titulados entre 1918 y 1925 en la Escuela de Arquitectura de Madrid.[cita requerida] Aunque el término generacional suscitó alguna polémica, estudios críticos posteriores han dado cumplidas explicaciones sobre estos extremos, su origen y su evolución, así como de los componentes de la «Generación del 25», con la aquiescencia del propio Carlos Flores López.

## Composición
Fue Flores quien dio la primera lista de integrantes, antes de poner nombre al grupo, relación que incluía a Blanco Soler, Bergamín, Fernández Shaw, de los Santos, Aguirre, Sánchez Arcas, Borobio, Aspíroz, Muñoz Casayús, Lacasa, García Mercadal, Arniches, Domínguez, Durán Reynals y Gutiérrez Soto. Cuando más tarde acuñó el término «Generación de 1925», anotó algunas rectificaciones: «Bergamín, Mercadal y Fernández-Shaw pertenecen a la llamada "generación de 1925", que cuenta entre sus miembros con otros destacados arquitectos, como Blanco Soler, Los Santos, Aguirre, Sánchez Arcas, Lacasa, Arniches, Domínguez, Gutiérrez Soto, etc. García Mercadal constituía el nexo». La falta de explicación sobre el origen de la composición de sus listas podía llevar a pensar que eran arbitrarias. Otro tanto ocurría con el origen del apelativo «Generación de 1925», que algunos no llegaban a entender que no se hiciera coincidir con el de su coetánea literaria, la Generación del 27. Estudios posteriores demuestran que ni fue tan extensa y elástica la lista, ni todos los que se dice la integraron, ni todas las listas circulantes están suficientemente apoyadas por argumentos de peso. Así, los integrantes de la «Generación del 25» fueron Fernando García Mercadal (1896), Juan de Zavala (1902), Rafael Bergamín (1891), Luis Blanco-Soler (1894), Casto Fernández-Shaw (1896), Miguel de los Santos (1896), Agustín Aguirre (1896), Manuel Sánchez Arcas (1895), Luis Lacasa Navarro (1896), Eduardo Figueroa y Alonso-Martínez (1899), Carlos Arniches Moltó (1895) y Martín Domínguez Esteban (1897). A pesar de su frecuente inclusión en el grupo, Luis Gutiérrez Soto (1900) es también frecuentemente excluido dada su afición a «probar con todo». Carlos Flores dijo de ellos: «por sí solos evocan el clima de rebeldía que se inicia en nuestra arquitectura hacia 1925».
Algunas listas, como la del propio Flores, incluyen a arquitectos «amigos» de los anteriores, como Regino Borobio Ojeda (1895), José Aspiroz (1895), Manuel Muñoz Casayús y Raimundo Durán Reynals (1895), e incluso a algunos de sus maestros. Por ejemplo, aunque se ha dicho que podría considerarse a Secundino Zuazo (1887), «que aunque algo mayor que ellos, trabajó con las mismas ideas», la realidad es que Zuazo fue uno de los maestros de esta generación. No sólo su edad lo aleja de ella, sino que él mismo se situó como promotor de sus pupilos. Lo mismo puede decirse de Teodoro de Anasagasti (1880), profesor de muchos de ellos, con el cual la diferencia de edad era de cerca de veinte años en muchos casos.

## Obras
Aunque las obras clave de esta Generación habían empezado a aparecer en Madrid en 1927, lo cual habría justificado que se la denominase Generación del 27, como pedía Oriol Bohigas, para relacionarla con la literaria, la razón del cambio de fecha fue la Exposición Internacional de Artes Decorativas e Industriales de París, de 1925, que como ha señalado Diez-Pastor, causó un gran impacto en los jóvenes arquitectos madrileños.
Como consecuencia de aquella impresión surgieron tres obras esenciales entre 1927 y 1928, que marcaron aquel periodo y definieron a esta Generación:
- El Rincón de Goya (1927-1928), en Zaragoza, de Fernando García Mercadal, que es considerada la primera gran obra del racionalismo arquitectónico español.
- La gasolinera de Petróleos Portopí (1927), en la calle de Alberto Aguilera, 18, de Madrid, de Casto Fernández Shaw.
- La Casa del Marqués de Villora (1928-1929), en la calle de Serrano, 130 de Madrid, de Rafael Bergamín.

Son lo que Flores denominó «primeras obras afines al movimiento centroeuropeo renovador de la arquitectura, esto es, vinculadas a lo que ha sido llamado posteriormente Movimiento Moderno» y que Valeriano Bozal enlaza con la arquitectura europea contemporánea, con el «rechazo de la tradición clásica y regionalista, renovación formal mediante un incipiente racionalismo y trabajo en equipo».
Además, no hay que olvidar que los Albergues de carretera (algunos después convertidos en Paradores) de Carlos Arniches y Martín Domínguez, otra gran obra del momento, empezaron a construirse también en 1928.